# 藤崎未夢
藤崎 未夢（ふじさき みゆ、2000年〈平成12年〉11月17日 - ）は、日本のアイドルであり、女性アイドルグループNGT48のメンバーである。2022年よりNGT48の3代目キャプテンを務める。
新潟県出身。株式会社Flora所属。

## 略歴
2018年1月21日に開催された第3回 AKB48グループ ドラフト会議で、NGT48チームNIIIの第5巡目で指名された。
2020年6月11日、NGT48の5thシングル「シャーベットピンク」で、表題曲の選抜メンバーに選ばれ、選抜センターを務めること発表された。
2022年1月10日、NGT48劇場6周年記念公演の最後で、2代目NGT48グループのキャプテン・角ゆりあの卒業発表で、3代目NGT48グループキャプテンの後任として指名された。
2023年10月から約3ヵ月にわたって行なわれたAKB48グループ×bis×SHOWROOMのコラボ企画においてグランプリを獲得し、ファッション雑誌『bis』（光文社）の年間レギュラーモデルに決定。

## 人物
- 愛称は、みゆみゆ、みーちゃん、みーたん[1]。
- 趣味はキャンプと公言しており、両親ともにキャンプ好き[6]。
- 特技の1つに茶道があり、中学校では茶道部の部長を務めていた[7]。流派は裏千家[1]。

## NGT48での参加曲

### シングル選抜楽曲
NGT48名義
- 「世界の人へ」に収録
  - Soft serve - 「新潟SHOWROOM選抜」名義
  - 今日は負けでもいい - 「研究生」名義
- シャーベットピンク（センター）
  - 絶望の後で - 「NGT48 TDCコンサート選抜メンバー」名義
  - 後悔ばっかり - 「研究生」名義
- Awesome
- ポンコツな君が好きだ
- 渡り鳥たちに空は見えない
  - やさしさの重さ ‐ 「SHOWROOM選抜」名義
- あのさ、いや別に…
  - 僕はもう少年ではなくなった
  - 命を懸けろ!
- 一瞬の花火
  - 涙が枯れるまでそばにいる - 「1期生・ドラフト3期生・2期生・3期生」名義
- 希望列車
  - 思い出をゼロにして

### アルバム選抜楽曲
『未完成の未来』に収録
- しそうでしないキス
- どうしようもないこと - 「ドラフト3期生」名義

## 出演

### 映画
- CAMP7「はじめてのキャンプ」（2023年ふるさと映画祭にて上映） - ミキ 役[8][9]

### テレビ
- 潟ちゅーぶ バズタイムズコーナー

### ラジオ
- 大杉りさのRcafe（2017年2月25日、BSNラジオ） - こどもパーソナリティ[10]
- NGT48ラジオ部「〜未夢ちゃんと放課後デート〜」（2022年2月8日 - 2023年12月27日、Radiotalk）[11][12]

### DVD映像
- ショートムービー「短い夏の、さよなら」（2018年、NGT48「世界の人へ」特典映像） - 小林文 役[13]

### CM
- GMOヘルスケア 薬局24「アイドル編」（2025年2月21日 - ）[14]

## 書籍

### Web連載
- hinata（2020年6月13日 - 、vivit株式会社） - 「みゆキャンプ」を連載[15]